# Thalassarachna inermis
Thalassarachna inermis är en spindeldjursart som först beskrevs av Édouard Louis Trouessart 1888.  Thalassarachna inermis ingår i släktet Thalassarachna, och familjen Halacaridae. Arten är reproducerande i Sverige.